# Lappskatt

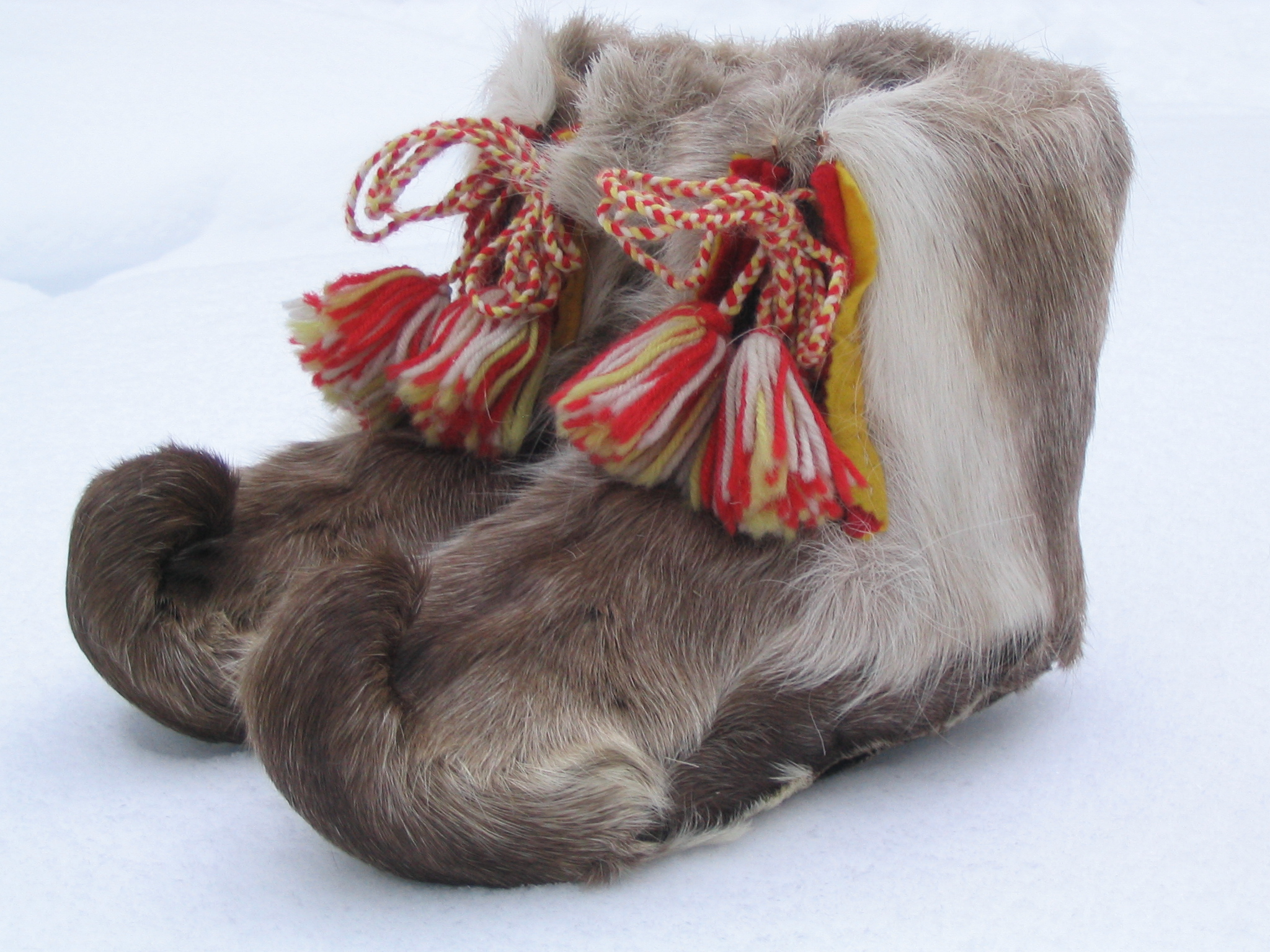
Samiska skor av renskinn ingick i lappskatten under 1600-talet. Framför allt användes de till att betala haxepalkan, det vill säga avgiften för att frakta övrigt skattegods till Stockholm.

Lappskatt är skatt som uttagits av av samer i lappmarkerna.

## Konungslappar och birkarlars lappar
Mycket litet är känt om beskattningen av samerna före Gustav Vasas tid. Klart är att det endast var samerna i Ångermanna lappmark och Ume lappmark som skattade direkt till svenske kungen eller hans representanter (Jämtland var inte svenskt). Det rörde sig om ett område som var betydligt mindre än dagens Åsele lappmark och Lycksele lappmark – den gamla Ångermanna lappmark omfattade bara skogssamerna kring Kultsjön och nedströms i Ångermanälvens vattenområde, medan Ume lappmark omfattade samerna kring Storuman och nedströms i Umeälvens vattenområde. Dessa samer kallades för ’’konungslappar’’.
Samerna i Pite lappmark (som då även omfattade Vindelälvens dalgång och hela fjällområdet ned till Jämtland), Lule lappmark och Torne lappmark var i stället ’’birkarlars lappar’’. Vad som gällde i Kemi lappmark är oklart, men antagligen var det birkarlar från Torneå som hade hand om detta område i början av 1500-talet.
Det råder delade meningar om huruvida birkarlarna tog upp skatt av samerna i de nordliga lappmarkerna för kungens räkning eller om de bara bedrev handel och betalade en avgift för detta till kungen. Det verkar inte finnas några egentliga belägg för att kungen skulle ha givit birkarlarna rätt att ta upp skatt, men däremot vet man att de betalade en årlig stadga (fast avgift). Inte desto mindre har birkarlarnas stadga ibland kallats för lappskatt i kronans räkenskaper.

## Lappskatten fram till 1550
Under 1500-talet betalades lappskatten huvudsakligen med pälsverk. År 1530–1533 uppgick den årliga lappskatten för Ångermanland till ett timmer (40) mårdskinn och en däcker (tio) älghudar. För Ume lappmark erlades 90 mårdskinn och 2 000 ekorrskinn. Skatteuppbörden i Ume lappmark var vid den här tiden utarrenderad till underlagmannen i Västerbotten, Anders Persson i Grubbe, mot 80 mårdskinn.
Vid ungefär samma tid betalade birkarlarna i Pite, Lule och Torne lappmarker, som var betydligt större och folkrikare, sammanlagt 640 ekorrskinn och fyra mårdskinn i avgift för sin verksamhet. Gustav Vasa insåg att han skulle kunna dra in mycket mera genom att införa direkt beskattning även av dessa lappmarker, vilket också skedde omkring 1550. Därefter skildes lappmarkerna från Västerbottens fögderi och lades under egna lappfogdar, som i stor utsträckning rekryterades ur birkarlarnas krets.

## Senare delen av 1500-talet
Trots att kronan tagit ett samlat grepp över skatteintäkterna från alla lappmarker skedde skatteuttaget på varierande grunder. I Ume lappmark ersattes områdets gamla fasta skattebelopp med en personlig skattskyldighet i form av bågskatt. Från det år då en yngling kunde spänna en båge (15-årsåldern) skulle han första året betala skinn från en mård, andra året två mårdar och tredje året tre mårdar, eller tre lispund torrgäddor, eller en järv, räv, utter eller bäver, eller ett timmer (40 stycken) ekorrskinn för var mård. Detta skulle han betala tills han blev så gammal att han inte längre orkade spänna bågen eller sätta ut fällor. Då sänktes skatten på motsvarande sätt under tre på varandra följande år, tills gamlingen var helt fri från skatt.
Även i Pite lappmark blev skatten personlig. Här gjordes skillnad på granlappar (skogssamer) och fjällappar. Hela skattebeloppet var för granlappen antingen tio ekorrskinn eller två lispund torkade gäddor, för fjällappen ett mårdskinn, ett rävskinn eller två renhudar. Detta beloppet betalades av alla gifta män, så kallade fulla lappar, medan ogifta män, halva lappar, betalade halva beloppet. Även i Lule lappmark skilde man i skattehänseende på gran- och fjällappar, men skatteuttaget var högre än i Pite lappmark.

## Karl IX:s skatteordning
Skatten uttogs dock fortfarande på lösa grunder. Kronan hade ingen översikt över vilka som bodde i lappmarkerna, än mindre vilka resurser var och en förfogade över. I ett försök att skapa ett bättre system utfärdade Karl IX 1602 en ”Ordningh opå then Skatt Lapperne vthgöre skole”. Enligt denna ordning skulle ett register upprättas över alla som bodde i lappmarkerna och därefter uppdateras årligen. Man skulle också skriva upp hur många sjöar och vattendrag som fanns i varje lappmark och vilka som hittills brukat dem. Sedan skulle man dela antalet personer med antalet fiskevatten och se till att ingen hade lagt under sig mer än han kunde bruka. Så skulle resurserna fördelas på ett rättvist sätt. 
Samtidigt skulle skattesatserna reformeras. Samerna skulle inte längre behöva erlägga ett visst antal mårdar eller ekorrskinn, utan de skulle i stället ge tionde: var tionde renkalv, vart tionde pund fisk, var tionde vildren och vart tionde skinn. Pälsverk var inte längre det enda intressanta; nu ville kungen även få in torrfisk och renkött. Hans avsikt med detta var troligen att lättare kunna försörja armén med mat.
Detta första försök att upprätta ett register över alla samer och deras resurser förverkligades dock bara för Ume och Ångermanna lappmarker. Någon uppdatering kom heller aldrig till stånd.

## Ytterligare skatter och ett halvt mantal
Under 1600-talet förändrades skatteuttaget flera gånger, tiondet förvandlades till ett fast belopp och ytterligare skatter kom till. År 1671 berättade prästen Samuel Rheen att den årliga skatt som samerna betalade bestod av följande delar:
- Årlig ränta i form av två riksdaler specie för var och en som betalade full skatt eller en riksdaler för halv skatt. Summan kunde ersättas med varor – i stället för en riksdaler erlades ett rävskinn och ett par lappskor, eller 50 ekorrskinn, eller två lispund torkade gäddor.
- Haxepalka eller fraktavgift i form av ett par lappskor.
- Tionde i form av renar, som dock inte var något verkligt tionde utan ett fast antal som utgick för varje lappby. Kronan tog två tredjedelar och prästen en tredjedel.
- Tionde i form av andra varor, även det ett fast belopp: två par lappskor, eller en fjällräv, eller ett halvt lispund gäddor. Av detta tog kronan hälften och prästen hälften.

Andra källor nämner även lagmansräntan, en mindre avgift som ursprungligen betalades till lagmannen men som från och med 1681 togs upp av kronan.
Varje samisk man som fyllt 17 år skulle i princip motsvara ett mantal och betala full skatt. Efter några svåra år på 1610-talet hade emellertid Gustav II Adolf 1620 infört en tillfällig halvering av lappskatten, och denna förändring hade sedan blivit permanent. Under merparten av 1600-talet var därför de flesta samer upptagna för ett halvt mantal.

## Lappbyarna blir skatteobjekt 1695
I slutet av 1600-talet började flera personer agera för att öka statens inkomster från samerna. Gotthard Strijk, landshövding i Västerbottens län (dit alla lappmarkerna hörde) skrev till Kungl Maj:t att lappskatten var både låg och orättvis. En same kunde ha 1 000 renar, en annan hade bara ett fåtal renar och försörjde sig främst på fiske, men båda var skattlagda för ett halvt mantal. Landshövdingen utarbetade en ny lappskatt som stod i relation till respektive sames tillgångar, främst renantalet. Han genomförde också sin skattläggning åtminstone i de sydligare lappmarkerna. 
Men samerna uppskattade inte den nya ordningen, och de framförde sina klagomål till lagmannen Jacob Buhre, som 1691 reste genom Ume, Pite och Lule lappmarker. Buhre framförde klagomålen till kung Karl XI, som befallde Kammarkollegium att ta reda på mera om vad Buhre hade att säga. Resultatet blev att Jacob Buhre fick i uppdrag att utreda lappskattefrågan tillsammans med landshövding Gustaf Douglas, som efterträtt Strijk efter hans död 1692. 
Tillsammans utarbetade Buhre och Douglas en helt ny form av lappskatt, som innebar att skatten skulle uppgå till ett fast belopp och betalas med pengar. Alla de olika småskatterna slopades. Dessutom blev skatteenheten hädanefter lappbyn, inte den enskilda samen. 
Buhre och Douglas reste genom alla lappmarkerna under januari och februari 1695 för att genomföra själva skattläggningen. De besökte kyrkplatserna, där samerna fanns samlade vid den tiden på året, och frågade ut insatta personer. Sedan upprättade de en skattelängd, där varje skattelapps namn fanns angivet tillsammans med det belopp som han skulle betala – mellan en och fyra riksdaler silvermynt. För skogssamebyarna angavs även samens lappskatteland, medan detta i mindre utsträckning angavs för fjällsamebyarna. En summa räknades ut för varje by, och detta blev det belopp som byn skulle erlägga varje år, oavsett om dess befolkning ökade eller minskade. Lapplänsman fick ansvar för att fördela skatten mellan de olika personerna i byn och betala den till kronans fogdar. Hädanefter låg det alltså i hela byns intresse att rekrytera nya skattebetalare om någon föll ifrån.
Den nya skatteordningen stadfästes den 8 juli 1695 av Karl XI genom ett brev och en instruktion till lappfogdarna. Lappskatten, även kallad lappränta, blev en årliga skatt i pengar som varje lappby var ålagd att betala. I det kungliga brevet bestämdes att skatten av de svenska lappmarkerna, som förut utgått i pälsverk, torrfisk med mera, skulle utgöras i pengar och utgå till ett visst, för varje sameby i dess helhet bestämt belopp. Det skulle sammanskjutas av de till byn hörande samerna oavsett förändringen i folkmängd eller förmögenhet.

## Skatter till prästerskapet
År 1696 infördes också ett särskilt reglemente för den skatt som samerna skulle betala till prästerna. Detta stadgade att pastorn i en lappmarksförsamling skulle få:
- tionde i form av två par lapphandskar eller ett halvt lispund torkade gäddor årligen per skattelapp
- påskmål i form av ett ekorrskinn av varje person som gick till nattvarden
- julkost och näst om marknadstiden i form av ett lispund kött eller fisk och en renost för var trettionde vaja som samen ägde
- för begravning av skattelappen eller hans hustru en vaja
- för begravning av barn, dräng, piga eller fattiglapp ett halvt lispund torkade gäddor eller två par lapphandskar
- för lysning och brudvigsel samt barndop och kyrkogång lika mycket, alternativt tolv ekorrskinn

Detta reglemente tycks i stort sett ha gällt fram till 1862, då prästernas avlöningsförhållanden reformerades. Samerna fortsatte dock att betala direkt till prästerskapet, antingen med pengar eller persedlar.

## Lappskatten fram till 1928
Den lappskatt som infördes 1695 blev bestående och de belopp som lappbyarna betalade förändrades inte mycket. Ända in på 1900-talet kallades denna skatt ofta för lappränta. I skogslandet togs många lappskatteland efter hand över av nybyggare, som då också tog över skatten. Även nybyggare kunde alltså figurera i lappskattelängderna under 1700- och 1800-talen och betraktades i skattehänseende som medlemmar av lappbyn. Detta gällde dock en mindre del av alla nybyggare; den stora merparten blev aldrig innehavare av lappskatteland.
Någon gång kring sekelskiftet 1900 slutade sedan kronan att ta ut lappskatt av bofasta. Av den utredning om lappskattelanden som gjordes av Åke Holmbäck 1922 framgår att ”jordbrukare, som erhållit hemman på lappskatteland och vilka jämlikt de äldre bestämmelserna skulle deltaga i lappskatten, hava på ansökan befriats från denna”.
När även själva lappskatten blev föremål för utredning 1924 framgick att denna skatt då enbart togs ut av renskötande samer. Skatten uppgick då till totalt 501 kronor och 57 öre i Norrbottens län samt 133 kronor och 3 öre i Västerbottens län.
Lappskatten avskaffades genom ett riksdagsbeslut 1928. Därefter blev de renskötande samerna i skattehänseende likställda med övriga medborgare.